# Rządowa Komisja do spraw badania wpływów rosyjskich i białoruskich na bezpieczeństwo wewnętrzne i interesy Rzeczypospolitej Polskiej w latach 2004–2024
Rządowa Komisja do spraw badania wpływów rosyjskich i białoruskich na bezpieczeństwo wewnętrzne i interesy Rzeczypospolitej Polskiej w latach 2004–2024 – organ rządowy ustanowiony w Polsce na mocy zarządzenia premiera Donalda Tuska z 21 maja 2024 r. Za przygotowanie składu Komisji odpowiedzialne zostało Ministerstwo Sprawiedliwości. Komisja została powołana w odpowiedzi na ucieczkę polskiego sędziego Tomasza Szmydta na Białoruś i wystąpienie przez niego do Aleksandra Łukaszenki o azyl.

## Skład Komisji
Komisja składa się z 9 do 13 ekspertów z różnych dziedzin. Do udziału w pracach są oni rekomendowani przez: Ministra Spraw Wewnętrznych i Administracji, Koordynatora Służb Specjalnych, Ministra Kultury i Dziedzictwa Narodowego, Ministra Finansów, Ministra Spraw Zagranicznych, Ministra Obrony Narodowej, Ministra Aktywów Państwowych oraz Ministra Cyfryzacji.
Na wniosek Ministra Sprawiedliwości Prokuratora Generalnego Adama Bodnara, premier Donald Tusk powołał na pierwszego przewodniczącego Komisji szefa SKW gen. Jarosława Stróżyka.
Członkami pierwszego składu Komisji zostali także:
- Irena Lipowicz, profesor nauk społecznych, była ambasador RP w Austrii, była Rzecznik Praw Obywatelskich - delegowana przez premiera
- Dominika Kasprowicz, profesor Uniwersytetu Jagiellońskiego, dr hab. w Instytucie Dziennikarstwa, Mediów i Komunikacji Społecznej Uniwersytetu Jagiellońskiego – delegowana przez premiera
- Grzegorz Motyka, dr hab. nauk społecznych, prof. nadzwyczajny, dyr. Wojskowego Biura Historycznego - delegowany przez ministra obrony narodowej
- Tomasz Chłoń, były ambasador w Estonii i na Słowacji, były szef misji NATO w Moskwie - delegowany przez szefa MSZ
- Katarzyna Bąkowicz, dr nauk o komunikacji społecznej i mediach, adiunkt w Szkoły Wyższej Psychologii Społecznej, zajmującą się dezinformacją – delegowana przez ministra finansów
- Bartosz Machalica, historyk i politolog, dr nauk społecznych, członek Kolegium IPN – delegowany przez ministra cyfryzacji
- Adam Leszczyński, dr hab. nauk społecznych, profesor nadzwyczajny SWPS, dyr. Instytutu Dziedzictwa Myśli Narodowej – delegowany przez ministra kultury i dziedzictwa narodowego
- Cezary Banasiński, dr hab. nauk prawnych, prof. Uniwersytetu Warszawskiego, były prezes UOKiK – delegowany przez ministra aktywów państwowych
- Paweł Białek, pułkownik, były z-ca szefa ABW, w latach 2007-2012 delegowany przez ministra spraw wewnętrznych i administracji
- Agnieszka Demczuk, dr hab., prof. uczelni UMCS w Lublinie, zajmującą się przeciwdziałaniem dezinformacji – delegowana przez ministra koordynatora służb specjalnych
- Paweł Ceranka, dr nauk społecznych, z-ca dyr. Biura Archiwum i Zarządzania Informacją w Ministerstwie Spraw Zagranicznych – delegowany przez ministra koordynatora służb specjalnych

## Efekty prac Komisji
30 października 2024 r. opublikowany został pierwszy raport poświęcony działalności Podkomisji do ponownego zbadania katastrofy smoleńskiej Antoniego Macierewicza.
10 stycznia 2025 r. opublikowany został raport Zespołu ds. Dezinformacji Komisji.

## Likwidacja Komisji
30 lipca 2025 r. premier Donald Tusk wydał zarządzenie w sprawie zniesienia prac Komisji. Zarządzenie weszło w życie 31 lipca 2025 r.